# Grimsby Town FC
A Grimsby Town Football Club egy angliai labdarúgóklub Cleethorpes városban, Lincoln közelében. A csapat az angol labdarúgó-bajnokság negyedik osztályában érdekelt. Vezetőedzője a korábban az első osztályban megforduló Ian Holloway.

## Jelenlegi keret
Frissítve: 2020. június 5-én
| #  |     | Poszt | Név             |
| -- | --- | ----- | --------------- |
| 1  | IRL | K     | James McKeown   |
| 2  | ENG | V     | Luke Hendrie    |
| 5  | SWE | V     | Ludvig Öhman    |
| 6  | ENG | V     | Luke Waterfall  |
| 7  | ENG | CS    | Matt Green      |
| 9  | ENG | CS    | James Hanson    |
| 13 | ENG | K     | Ollie Battersby |
| 15 | WAL | KP    | Harry Clifton   |
| 16 | IRL | CS    | Billy Clarke    |
| 18 | ENG | CS    | Charles Vernam  |
| 19 | ENG | KP    | Max Wright      |

| #  |     | Poszt | Név                     |
| -- | --- | ----- | ----------------------- |
| 21 | ENG | CS    | James Tilley            |
| 22 | WAL | KP    | Elliott Hewitt          |
| 23 | ENG | K     | Sam Russell (Kapusedző) |
| 24 | ENG | KP    | Jock Curra              |
| 25 | ENG | V     | Mattie Pollock          |
| 27 | ENG | KP    | Brandon McPherson       |
| 28 | ENG | V     | Joey Hope               |
| 29 | ENG | KP    | Joseph Starbuck         |
| 30 | ENG | KP    | Cameron Painter         |
| 31 | ENG | CS    | Luis Adlard             |

## Érdekesség
Az 1954-ben a csapathoz szerződő, a szigetországban Emilio Berkessy néven ismert Berkessy Elemér lett az első külföldi edző az angol labdarúgásban.

## Sikerek
- Angol labdarúgó-bajnokság (másodosztály) bajnok: 1900-01, 1933-34
- Angol labdarúgó-bajnokság (harmadosztály) bajnok: 1979-80
- FA Trophy döntős – 2012-13

## Fordítás
- Ez a szócikk részben vagy egészben  a   Grimsby Town F.C. című angol Wikipédia-szócikk fordításán alapul.  Az eredeti cikk szerkesztőit annak laptörténete sorolja fel. Ez a jelzés csupán a megfogalmazás eredetét és a szerzői jogokat jelzi, nem szolgál a cikkben szereplő információk forrásmegjelöléseként.